# Wapen van Stabroek

Het huidige wapen van Stabroek.

Het Wapen van Stabroek is het heraldisch wapen van de Antwerpse gemeente Stabroek. Het werd op 12 september 1924 voor het eerst bij Koninklijk Besluit aan de gemeente toegekend en op 3 december 1987 in licht gewijzigde versie bij Ministerieel Besluit herbevestigd.

## Geschiedenis
Het eerste wapen dat aan de gemeente Stabroek werd toegekend, was gebaseerd op dat van de familie van Haeze (de Haze, de Haeze), waaraan de gemeente haar patroonheilige Catharina van Alexandrië als schildhouder werd toegevoegd. Na de fusie van 1977 met Hoevenen werd besloten om de patroonheilige van Stabroek, die niet die van Hoevenen was, te laten vallen als schildhouder en enkel het schild te behouden.
Door het huwelijk van Lieve Geelvinck, burgemeester van Amsterdam, met Anna de Haze kwam de heerlijkheid Stabroek in handen van de familie Geelvinck en Lieve's kleinzoon Nicolaas Geelvinck was Opperbewindhebber van de West-Indische Compagnie en daarom zou de hoofdstad van Guyana Georgetown van 1784 tot 1812 Stabroek heten.

## Blazoen
De blazoenering van het eerste wapen luidt als volgt:
Gevierendeeld: 1 en 4 in goud drie linkerschuinbalken van zwart vergezeld van vijf koeken van het zelfde, een rechts in het hoofd, twee en twee tusschen de linkerschuinbalken en links in de punt van eene leliebloem van lazuur, 2 en 3 in blauw een achtpuntige ster van zilver. Het schild geplaatst voor eene Heilige Katharina het gelaat van vleeschkleur, gekleed van keel, gekroond van goud houdende in hare rechterhand een zwaard van zilver waartegen een gebroken rad van goud rust.— Koninklijk Besluit van 12 september 1924.
Het huidige wapen heeft de volgende blazoenering:
Gevierendeeld 1. en 4. in goud drie linkerschuinbalken van sabel, vergezeld van vijf koeken van hetzelfde 1, 2 en 2 geplaatst, en in de linkerbenedenhoek van een lelie van lazuur 2. en 3. in lazuur een achtpuntige ster van zilver.— Ministerieel Besluit van 3 december 1987.